# Luis Vidart
Luis Vidart y Schuch (Madrid, 27 de agosto de 1833-Madrid, 9 de septiembre de 1897) fue un militar, escritor, historiador de la filosofía y cervantista español.

## Biografía
Fue hijo del médico Bruno Vidart y de Isabel Tomasa Schuch. Estudió latín y ciencias físico-matemáticas e ingresó en el Colegio de Artillería de Segovia (1847). En diciembre de 1853 era ya teniente de artillería, y como tal intervino en la represión de las jornadas revolucionarias de julio de 1854 y de julio de 1856; por eso fue ascendido a capitán y obtuvo la cruz de primera clase de San Fernando.

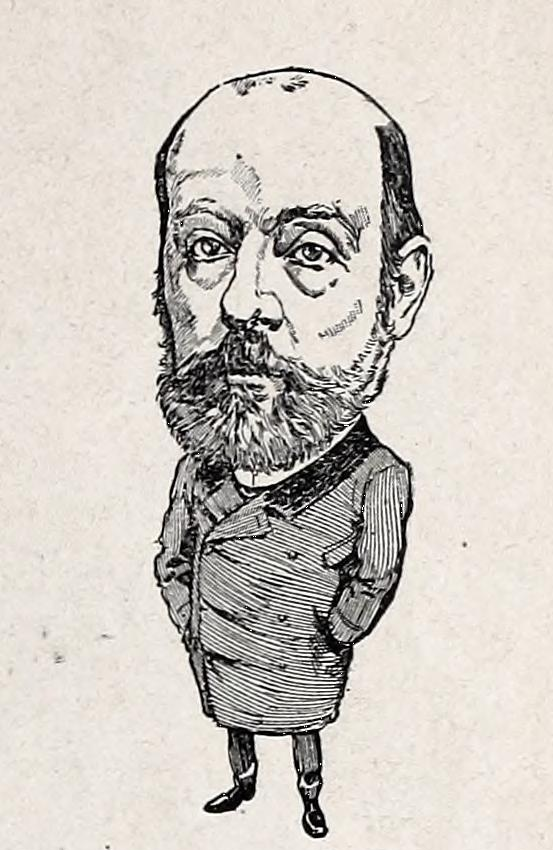
Retrato de Vidart

Colaboró en La Semana y el Semanario Pintoresco de Madrid. A comienzos de 1861 fue destinado a Tetuán, donde permaneció hasta el abandono de la plaza por las tropas españolas (2 de mayo de 1862). Sirvió unos años en la guarnición de Sevilla, y allí casó con Josefa María de Vargas Machuca y Gironda de Haro, hija de los barones de Tormoye. Allí le eligieron miembro de la Real Academia Sevillana de Buenas Letras.
Trasladado a Madrid, compaginó su vida militar con una amplia actividad como ateneísta (en 1866 era secretario de la Sección de Ciencias Morales y Políticas de dicha institución); reprimió a los sublevados el 22 de junio de 1866, logrando ese día la cruz de primera clase del Mérito Militar. En 1866 publicó La filosofía española, indicaciones bibliográficas (Imprenta Europea, Madrid 1866), primera historia de la filosofía española escrita en español, aunque en latín fue escrita la Historia Philosophiae Hispanae publicada en 1858 por José Fernández Cuevas.
Ascendió a comandante de artillería y en 1871 fue enviado a Francia para estudiar la guerra francoprusiana. En 1872 fue elegido por el partido democrático diputado a Cortes por dos distritos diferentes, optando por el de Albocácer, y en 1873 pidió el retiro; ascendió a teniente coronel en premio a sus escritos militares, dejó la política activa y se dedicó de lleno a escribir novela, poesía, crítica y periodismo; colaboró en Revista de España, La Ilustración Española y Americana, La España Moderna, Revista Contemporánea o Blanco y Negro, y frecuentó la tertulia de Juan Valera desde 1895.
Leyó su discurso de ingreso en la Real Academia de la Historia el 10 de junio de 1894, sobre la «Utilidad de las monografías para el cabal conocimiento de la Historia de España». Falleció en Madrid a los 63 años de edad.
Fue accionista de la Institución Libre de Enseñanza y amigo de Francisco Giner de los Ríos; según Gumersindo Laverde y Marcelino Menéndez Pelayo Luis Vidart evolucionó del catolicismo liberal a otro impío tras pasar por el krausismo y el pesimismo de Eduard von Hartmann y Schopenhauer acercándose incluso al budismo.

## Obras
- El panteísmo germano-francés, apuntes críticos sobre las doctrinas filosóficas de Ernesto Renan, Establecimiento tipográfico de T. Fortanet, Madrid 1864, 43 págs.
- La filosofía española, indicaciones bibliográficas, por don Luis Vidart, capitán de Artillería, individuo electo de la Real Academia Sevillana de Buenas Letras, secretario de la Sección de Ciencias Morales y Políticas del Ateneo de Madrid, &c. &c., Imprenta Europea, Madrid 1866, 406 págs. Edición en microficha por Pentalfa Ediciones [L-6], Oviedo 1983. En línea
- Del predominio de la idea política en el siglo XIX, Discursos leídos ante la Real Academia Sevillana de Buenas Letras por... Luis Vidart y Schuch... y D. Fernando de Gabriel y Ruiz de Apodaca... en la recepción pública del primero, el 22 de diciembre de 1867, Establecimiento tipográfico de D. José María Geofrin, Sevilla 1867, 28 págs.
- Letras y armas, breves noticias de algunos literatos y poetas militares de la edad presente, Imprenta y Litografía de El Independiente, Sevilla 1867, 186 págs.
- Ejército permanente y armamento nacional, Imprenta de El Correo Militar, Madrid 1871, 146 págs.
- Discurso pronunciado en la inauguración del Ateneo del ejército y de la Armada el 16 de julio de 1871, Imprenta y Litografía del depósito de la guerra, Madrid 1871, 18 págs.
- La instrucción militar obligatoria: estudios sobre organización de la fuerza armada, 2.ª edición corregida y considerablemente aumentada, Imprenta de Pedro Abienzo, Madrid 1873, 79 págs.
- Versos, Imprenta de El Correo Militar, Madrid 1873, 112 págs.
- Pena sin culpa, drama en tres actos, Imprenta de J. Noguera, Madrid 1874, 46 págs.
- Cuestión de amores, drama en tres actos, Est. tip. de José Cayetano Conde, Madrid 1876, 53 págs.
- La fuerza armada, Imprenta de José Nogiera, Madrid 1876, 63 págs.
- Cervantes, poeta épico: apuntes críticos, Imprenta de Aribau, Madrid 1877, 16 págs.
- La historia literaria de España (artículos referentes a lo que debe ser la Biblioteca de autores españoles publicados en la Revista Contemporánea), Tipografía de la Imprenta Contemporánea, Madrid 1877, 86 págs.
- Noticias biográficas del Comandante Villamartín, Imprenta Central, Madrid 1877, 84 págs.
- Camoens, apuntamientos biográficos, Imprenta de Aribau, Madrid 1880, 12 págs.
- El «Quijote» y el «Telémaco», apuntes críticos, Est. tipográfico Sucesores de Rivadeneyra, Madrid 1884, 22 págs.
- Las corridas de toros y otras diversiones populares, Librería de Antonio San Martín, Madrid 1887, 35 págs.
- Don Álvaro de Bazán y el almirante Jurien de la Gravière: apuntes para la historia de la marina militar de España, Imprenta de Enrique Rubiños, Madrid 1888, 54 págs.
- Los biógrafos de Cervantes en el siglo XIX: apuntes críticos, Est. tipográfico Sucesores de Rivadeneyra, Madrid 1889, 44 págs.
- Vida y escritos de Vicente de los Ríos, Imprenta del Cuerpo de Artillería, Madrid 1889, 184 págs.
- Un historiador francés de la vida de Cervantes, apuntes críticos, Est. tipográfico Sucesores de Rivadeneyra, Madrid 1891, 21 págs.
- Colón y Bobadilla, conferencia dada en el Ateneo de Madrid el 14 de diciembre de 1891, Est. tipográfico Sucesores de Rivadeneyra, Madrid 1892, 43 págs.
- Colón y la ingratitud de España, conferencia dada en el Ateneo de Madrid el 21 de enero de 1892, Est. tipográfico Sucesores de Rivadeneyra, Madrid 1892, 35 págs.
- Colón y Bobadilla, una polémica y un boceto dramático, Tipografía de Manuel Ginés Hernández, Madrid 1892, 30 págs.
- Descubrimiento del Nuevo Mundo: crónica dialogada de la conmemoración secular de este grandioso descubrimiento, Imprenta de Enrique Rubiños, Madrid 1893, 101 págs.
- Los aciertos del señor Pinheiro Chagas y los errores del señor Harrisse, apuntes críticos, Imprenta de los hijos de M. G. Hernández, Madrid 1893, 62 págs.
- Utilidad de las monografías para el cabal conocimiento de la Historia de España, discurso leído ante la Real Academia de la Historia en la recepción pública de Luis Vidart el 10 de junio de 1894, Real Academia de la Historia, Madrid 1894, 62 págs.
- Vasco de Gama y el descubrimiento de Oceanía, apuntes histórico-geográficos, Imprenta de los hijos de M.G. Hernández, Madrid 1895, 42 págs.
- La partida de Vasco de Gama para el descubrimiento de la India: carta dirigida al Sr. Luciano Cordeiro, Imprenta del Cuerpo de Artillería, Madrid 1896, 16 págs.
- El descubrimiento de Oceanía por los portugueses: apuntes históricos, Imprenta del Cuerpo de Artillería, Madrid 1896, 64 págs.
- Dos nuevos historiadores de la vida de Cervantes, carta dirigida al Sr. D. Leopoldo Rius y Llosellas ilustre cervantista, Est. tip. Sucesores de Rivadeneyra, Madrid 1897, 14 págs.